# Locul fosilifer de la Delinești
Locul fosilifer de la Delinești (monument al naturii), este o arie protejată de interes național ce corespunde categoriei a IV-a IUCN (rezervație naturală de tip paleontologic), situată în județul Caraș-Severin, pe teritoriul administrativ al comunei Păltiniș.
Rezervația naturală se întinde pe o suprafață de 4 ha, pe valea „Ogașul Ursului”, în bazinul văii Pogănișului, în partea nord-estică a satului Delinești și reprezintă o zonă de deal cu resturi fosilifere tortoniene de moluște, melci, foraminifere, briozoare, viermi, alge, corali și pești, depozitate în rocă sedimentară de pietrișuri, argile, gresii și marne.  